# Хадія Таїк
Хадія Таїк (норв. Hadia Tajik) — пакистансько-норвезький юрист, журналіст і політичний діяч. З 21 вересня 2012 року — міністр культури Норвегії. Наймолодший міністр в історії країни і перша мусульманка в уряді.
У 2015 році була обрана заступником голови Норвезької робочої партії.